# Тимошівка (Пологівський район)
Тимо́шівка — село в Україні, у Пологівському районі Запорізької області. Населення становить 77 осіб.

## Географія
Село Тимошівка розташоване за 1,5 км від лівого берега річки Верхня Терса, на відстані 1 км від села Микільське. Поруч проходить автошлях територіального значення Т 0408.

## Історія
Село засноване 1926 року.
17 липня 2020 року, в результаті адміністративно-територіальної реформи та ліквідації Оріхівського району, село увійшло до складу Пологівського району.

## Населення

### Мова
Розподіл населення за рідною мовою за даними перепису 2001 року:
| Мова       | Кількість | Відсоток |
| ---------- | --------- | -------- |
| українська | 73        | 94.8%    |
| російська  | 2         | 2.6%     |
| білоруська | 2         | 2.6%     |
| Усього     | 77        | 100%     |